# Matthew Macfadyen
Matthew Macfadyen (n. 17 octombrie 1974) este un actor britanic cunoscut pentru rolul său din MI5, ca agentul Tom Quinn în filmul serial dramă BBC Spooks și pentru rolul lui Fitzwilliam Darcy, în versiunea ecranizată din 2005 a romanului Pride and Prejudice, scris de Jane Austen.

## Filmografie
- Wuthering Heights (1998) (TV)
- Warriors (1999) (TV)
- Maybe Baby (2000)
- Enigma (2001)
- Perfect Strangers (2001) (TV)
- The Way We Live Now (2001) (miniseries)
- The Project (2002) (TV)
- Spooks (2002–04) (TV series)
- The Reckoning (2003)
- In My Father's Den (2004)
- Pride & Prejudice (2005)
- Middletown (2006)
- Secret Life (2007) (TV)
- Grindhouse - segmentul Don't
- Death at a Funeral (2007)
- Incendiary (2008)
- Frost/Nixon (2008)
- The Nutcracker and the Four Realms(2018)